# Austrolimnophila (Austrolimnophila) nigrocincta
Austrolimnophila (Austrolimnophila) nigrocincta is een tweevleugelige uit de familie steltmuggen (Limoniidae). De soort komt voor in het Australaziatisch gebied.